# جو أون: ذا فاينل
جو أون: ذا فاينل (باليابانية: 呪怨 -ザ・ファイナル-) وتنطق جو-أون زا فاينرو، وهي فيلم ياباني مرعب، تصدر بتاريخ 20 يونيو عام 2015م، وكتبه كل من ماسايوكي أوشياي وتاغاشيغي إيتشس.

## قصة الفيلم
تبدأ قصة الفيلم بهروب مالك المنزل، وفي بلدة يابانية تنتشر الموتى من طفل وامرأة لتطارد كل شخص من بقي على قيد الحياة، سواء كانت في المبنى أو المدرسة أو المنزل.

## مصدر
1. ↑  وصلة مرجع: http://www.imdb.com/title/tt4458368/fullcredits. الوصول: 11 أبريل 2016.
2. ↑  "Ju-On Horror Film Series' Final Film Announced". Anime News Network. 17 فبراير 2015. مؤرشف من الأصل في 2017-06-23. اطلع عليه بتاريخ 2015-04-21.

## وصلات خارجية
- Official website (باليابانية)
- جو أون: ذا فاينل على موقع IMDb (الإنجليزية)
- جو أون: ذا فاينل على موقع قاعدة بيانات الأفلام العربية
- جو أون: ذا فاينل على موقع ألو سيني (الفرنسية)
- جو أون: ذا فاينل على موقع فيلمافينيتي (الإسبانية)
- جو أون: ذا فاينل على موقع قاعدة بيانات الفيلم (الإنجليزية)
- جو أون: ذا فاينل على موقع ليتربوكسد (الإنجليزية)
- جو أون: ذا فاينل على موقع كينوبويسك (الروسية)